# 寝屋川市立第九中学校
寝屋川市立第九中学校（ねやがわしりつ だいきゅうちゅうがっこう）は、大阪府寝屋川市高柳四丁目にある公立中学校。

## 概要
1978年4月1日に市内9番目の公立中学校として開校した。校地はかつての松下球場跡地に立地している。 校区は、一部商業地域を含むが、ほぼ住宅地となっている。
校区内の小学校と連携し、小中一貫教育の研究に取り組んでいる。義務教育9年間を見据えた教育を研究し、英語科・小学校英語活動、および算数・数学科でのカリキュラムの研究、生活指導・生徒指導での連携、地域との連携などに取り組んでいる。
英語科・数学科では少人数指導の実施などをおこなっている。また、「寝屋川市立第九中学校移動美術館」として、美術授業で製作した生徒の作品を地域の神社や駅、商店街などに展示する取り組みもおこなっている。(2021.4月現在行っているかは不明)
岡山県美作市立大原中学校およびアメリカ合衆国バージニア州ニューポートニューズ市・クリテンダンミドルスクールと姉妹校協定を結んでいる。

## 沿革
年表
- 1978年4月1日 - 開校。(寝屋川市立第五中学校より分離開校)
- 1979年12月7日 - 校旗、校歌発表会。
- 1987年11月5日 - アメリカのニューサムパークミドルスクールと姉妹校提携。
- 1988年4月1日 - 文部省から、「格技指導推進校」に指定を受ける。
- 1991年11月29日 - 「全国花いっぱいコンクール」で優良賞を受賞。
- 1992年7月26日 - 岡山県大原町東粟倉村学校組合立大原中学校（現・美作市立大原中学校）と姉妹校協定を結ぶ。
- 1995年11月4日 - 従来の姉妹校だったニューサムパークミドルスクールの廃校に伴い、新たにクリテンダンミドルスクールと姉妹校協定を結ぶ。
- 2002年
  - 寝屋川市教育委員会から、「特色ある学校園づくり」実施校に指定される（2004年度までの3年間）。
  - 文部科学省から、「小中連携教育実践研究校」に指定される（2002.3年度の2年間）。
- 2004年 - 大阪府教育委員会から「わが町の誇れる学校作り」推進校に指定される。
- 2016年 - 女子ソフトボール部が第16回全日本大会にてベスト8を飾った[1]。

## 基本データ

### 交通アクセス
- 京阪本線 寝屋川市駅から西へ徒歩約1.3km。

- 京阪バス 高柳住宅前バス停、東高柳バス停。

校区
- 寝屋川市立成美小学校校区[2]
  - 大利元町、清水町、成美町、高柳二丁目（21から54）、錦町、東大利町
- 寝屋川市立啓明小学校校区[2]
  - 黒原旭町、高柳二丁目（1から20(府営住宅2から7)）、高柳四丁目、高柳五丁目（1から27、45 -）、高柳六丁目から七丁目、対馬江西町、対馬江東町、仁和寺町

校歌
1979年12月7日に校歌の発表がされた。
作詞：乾 稔 - 元第九中学校教諭
作曲：いずみたく - 日本の作曲家

## 出身者
- 広瀬慶輔 - 政治家（寝屋川市長）
- 伊藤大将 - プロ野球選手 (ソフトバンクホークス)
- 重川茉弥 - モデル（ファッションモデル・YouTuber）
- 豪ノ山登輝(大相撲力士)